# Thorsten Dirks

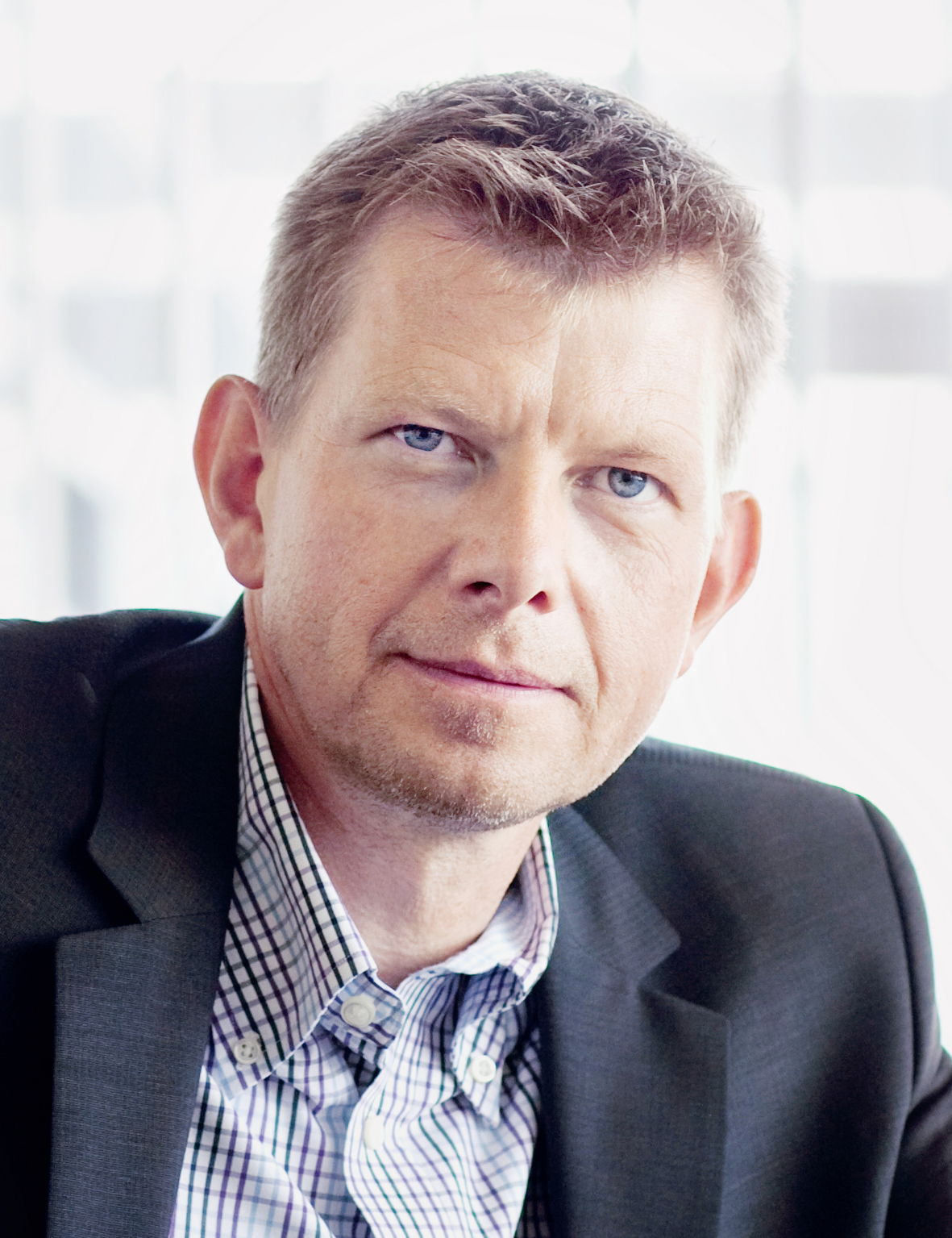
Thorsten Dirks

Thorsten Dirks (* 1963 in Hamburg) ist ein deutscher Manager. Er war von Oktober 2014 bis Dezember 2016 Vorstandsvorsitzender der Telefónica Deutschland Holding und Mitglied des Vorstands von Telefonica Europe plc. Zum 1. Mai 2017 wurde er Mitglied des Vorstands der Deutschen Lufthansa AG und verantwortete ab dem 8. April 2020 das Vorstandsressort „Digital und Finanzwesen“. Von Februar 2021 bis Dezember 2022 war Dirks CEO der Deutsche Glasfaser Holding GmbH.

## Leben
Dirks studierte Elektro- und Nachrichtentechnik an der Universität in Hamburg. 1996 kam er zu E-Plus und führte dort unter anderem die Bereiche Netze, Innovation und IT. 2007 übernahm Dirks dann als Vorstandsvorsitzender der Geschäftsführung die Leitung von E-Plus. Seit 2011 verantwortete Dirks als Vorstandsmitglied von KPN zusätzlich das internationale Mobilfunkgeschäft des Konzerns. Den Vorstandsvorsitz bei E-Plus behielt Dirks bis zur Fusion mit Telefonica im Jahr 2014 und war seit Oktober 2014 einer der Vorstände im neuen Unternehmen. Dirks war in seiner Zeit bei E-Plus für die Mehrmarkenstrategie der E-Plus-Gruppe verantwortlich. Dirks war in der Zeit von 2015 bis 2017 Präsident des Branchenverbandes Bitkom.
Im November 2016 wurde bekannt gegeben, dass Dirks das Unternehmen zum Ende des 1. Quartals 2017 vorzeitig verlassen werde. Am 7. Dezember 2016 wurde bekannt, dass er zu Eurowings wechseln wird.
Seit dem 1. Mai 2017 war Dirks im Vorstand der Lufthansa. Bis Dezember 2019 war er zuständig für „Eurowings und Aviation Services“. Hier sprach er sich 2018 gegen eine Fortsetzung des Baus des BER und für dessen Abriss aus. Als Grund nannte er unter anderem, dass all die Technik, die 2012 installiert wurde, mittlerweile überholt sei. Ab dem 1. Januar 2020 leitete er das Ressort „IT, Digital & Innovation“, welches zum 8. April 2020 erweitert und in „Digital und Finanzwesen“ umbenannt wurde. Am 26. Juni 2020 gab die Lufthansa Dirks’ Ausscheiden aus dem Konzern bekannt.
Ab Februar 2021 war Dirks als CEO Mitglied der Geschäftsführung beim Konzern Deutsche Glasfaser. Im August 2022 gab das Unternehmen bekannt, dass Dirks bis zum Jahresende seinen Nachfolger einarbeiten wird. Seit Dezember 2022 ist er nicht mehr Teil des Unternehmens.
Seit dem 20. August 2021 ist er Aufsichtsratsmitglied der Adler Modemärkte.

## Privates
Thorsten Dirks ist verheiratet und hat einen Sohn.